# Jayagiri (Lembang)
Jayagiri is een bestuurslaag in het regentschap Bandung Barat van de provincie West-Java, Indonesië. Jayagiri telt 18.587 inwoners (volkstelling 2010).